# هنرکده نقاش
هنرکده نقاش (انگلیسی: The Painter's Studio) همین‌طور شناخته‌شده با نام کارگاه نقاش و آتلیه نقاش، یک تمثیل واقعی از جمع‌بندی هفت سال از زندگی هنری و اخلاقی نقاش فرانسوی گوستاو کوربه است که در سال ۱۸۵۵ و با تکنیک نقاشی رنگ روغن بر روی بوم کرباس طرح گردید، این نقاشی که امروزه در موزهٔ اورسی پاریس فرانسه است، در ابعاد (۳۶۱ × ۵۹۸) کشیده شده‌است.

## تاریخچه نقاشی
کوربه، نقاشی هنرکدهٔ نقاشان را در اورنانس فرانسه به سال ۱۸۵۵ کشید، ☃☃ دنیا می‌آید تا در استودیوی من رنگ شود، این کنایه و جمله‌ای است از کوربه خطاب به آثار رئالیست در هنگام طرح این اثر